# Fabián O'Neill
Fabián Alberto O'Neill Domínguez (født 14. oktober 1973 i Paso de los Toros, Uruguay, død 25. december 2022) var en uruguayansk fodboldspiller (offensiv midtbane).
O'Neill spillede på klubplan i hjemlandet hos Nacional, samt i de italienske klubber Cagliari, Juventus og Perugia. Hos Nacional spillede han i i alt fem sæsoner, og var i 1992 med til at vinde det uruguayanske mesterskab med klubben. I hans ene sæson hos storklubben Juventus vandt klubben sølv, men O'Neill opnåede dog kun begrænset spilletid i løbet af året.
O'Neill spillede mellem 1993 og 2002 19 kampe og scorede to mål for Uruguays landshold. Han var med i truppen til VM i 2002 i Sydkorea og Japan, men kom dog ikke på banen i turneringen, hvor holdet blev slået ud efter det indledende gruppespil. Han deltog også ved Copa América i 1993.

## Titler
Primera División Uruguaya
- 1992 med Nacional